# Odisho Oraham
Odiszo (imię świeckie Adam Oraham) – duchowny Asyryjskiego Kościoła Wschodu, od 1994 biskup Europy urzędujący w Szwecji. Członek Świętego Synodu.